# Alicia Mead
Pour les articles homonymes, voir Mead.
Alicia Mead, née le 23 octobre 1995 à Nuneaton, est une joueuse professionnelle de squash qui représente l'Angleterre. Elle atteint la 44e place mondiale en mai 2024, son meilleur classement.